# 小津かれん
小津 かれん（おつ かれん、10月15日 - ）は、日本のタレント、カードアイドル。ミアエンタテイメント所属。

## 人物・来歴
2004年4月、秋葉原のメイド喫茶・ミアカフェで働き始める。
趣味のマジック:ザ・ギャザリングで注目を浴び、2008年12月よりミアエンタテイメントに所属。
2009年4月、アキバ系アイドル「カードル」としてマジック：ザ・ギャザリング大会を開催。秋葉原周辺のミアスタジオにて定期的に開催されるコスプレ撮影会に参加している。
普段はメイドカフェスタッフとして、店舗で接客を行っている。現在は秋葉原のメイドリフレクソロジー・ミアリラクゼーションも兼務している。

## プロフィール
- 誕生日：10月15日
- 身長：161cm
- 体重：47kg
- 星座：天秤座
- 血液型：O型
- 趣味：カードゲーム、お洋服作り、お昼寝、ぼ〜っとする
- 特技：どこでも寝られる★
- 好きなこと：お昼寝、友達とお話、プリクラ
- 好きな食べ物：おかし、柑橘系フルーツ

## 出演

### テレビ
- 2006年7月放送　日本テレビ 探偵学園Q
- 2009年7月放送 スカパー!371ch エンタ!371「次世代アイドル調査隊IDOL×HUNTER」

### 雑誌
- 2007年1月23日発売 アスキー・メディアワークス『週刊アスキー』「AKIBAパーツショップ店員座談会」
- 2007年10月29日発売 集英社『週刊プレイボーイ』「アッキーナの1日ハローワーク・メイド喫茶編」
- 2009年11月9日発売 集英社『週刊プレイボーイ』 11.23No.47「BookinBook リアル系アイドルスター誕生!!」

### フリーペーパー
- 2006年　東京メトロ「metropolitanaS」
- 2008年秋号　あとわいてぃ「おたまっぷ」

### CD
- 2007年2月21日発売　avex trax「叫 Music Collection」
- 2010年4月28日発売　NRプロ「うぃ〜あ〜theアキバ〜メイドカフェの贈り物〜」

### DVD
- 2010年2月18日発売　sora「激萌え!絶対領域 〜何人にも侵されざる聖なる領域〜」

### モバイル
- nifty ケータイ☆彼女

### その他
- 2009年4月 ミアエンタテイメント 2009.4 - 2010.3 卓上カレンダー発売
- 2010年4月 タカラトミー けびとさん プロモーションビデオ出演